# Jesper de Claville Christiansen
Jesper de Claville Christiansen (født 30. juni 1963) er en dansk professor i materialeteknologi på Aalborg Universitet.
Jesper de Claville Christiansen blev cand.polyt. i 1987 fra Aalborg Universitet i virksomhedsteknologi. I 1989 blev han ph.d. fra Aalborg Universitet efter et længere ophold på Brunel University Department of Materials Technology i London, England, støttet af Forskerakademiet i Århus.
Efter en periode som adjunkt og lektor på Aalborg Universitet blev han i 1998 professor på Aalborg Universitet, først som forskningsprofessor i fem år og derefter som professor på Institut for Mekanik og Produktion. I 2015 blev han æresprofessor på Ludong University i Kina.
Jesper de Claville Christiansen har mere end 300 videnskabelige publikationer, og har været leder af store internationale forskningsprojekter som EU FP7 (Framework Programmes for Research and Technological Development) projekterne Nanotough og EVolution ligesom han har beklædt forskellige tillidsposter, blandt andet medlem af Nationalt Udvalg for Forskningsinfrastruktur (NUFI).
11. marts 2014 blev Jesper de Claville Christiansen Ridder af Dannebrog.